# Az Úr legyen áldott
Az Úr legyen áldott (eredeti angol címe To God Be the Glory) keresztény egyházi ének, amelynek szövegét Fanny Crosby, zenéjét William Howard Doane szerezte.

## Története
Crosby és Doane 1867 óta dolgoztak együtt; néha a szöveg, néha a zene született meg először. Ebben az esetben az alkotás sorrendje nem ismert. A dal első ízben 1870-ben jelent meg New Yorkban a Doane által kiadott Songs of Devotion for Christian Associations című gyűjteményben, majd 1875-ben Chicagóban adták ki a vasárnapi iskolák számára készült, Doane és Robert Lowry által szerkesztett Brightest and Best című  gyűjteményben, ahol a címe Praise for Redemption ('Ima megváltásért') volt. Kezdetben inkább Nagy-Britanniában volt népszerű, ahol bekerült az 1872-től kezdve kiadott Sacred Songs and Solos című sorozatba; az Egyesült Államokban a 20. század közepén Billy Graham evangelizációs előadásai közvetítésével vált népszerűvé.
Számos protestáns (anglikán, baptista, metodista, hetednapi adventista) felekezet énekeskönyvébe került be, többek között spanyol, német, portugál, kreol, szuahéli, kínai, arab, koreai nyelven. Magyarul Déri Balázs fordításában, Fanny Crosby hét másik dalával együtt a 2003-ban kiadott Baptista gyülekezeti énekeskönyv-ben szerepel.

## Leírása
Crosby többi dalszövegétől eltérően a dal nem a személyes hitvallás kifejezése, inkább didaktikus, teológiai jellegű. A szöveg azt a hagyományt képviseli, amely minden dicsőséget Istennek tulajdonít (Soli Deo gloria), és ennek okát a Krisztusban végzett megváltó munkájában jelöli meg. A szövegben a life gate ('az élet kapuja') feltehetőleg Máté evangéliumának 7. részében, a 13–14. versben szereplő szoros kapra utal (a Károli-fordításban: Menjetek be a szoros kapun. Mert tágas az a kapu és széles az az út, a mely a veszedelemre visz, és sokan vannak, a kik azon járnak. Mert szoros az a kapu és keskeny az az út, a mely az életre visz, és kevesen vannak, a kik megtalálják azt.) A refrén János evangéliumának 14. részéből a 6. szakaszt idézi (a Károli-fordításban: Monda néki Jézus: Én vagyok az út, az igazság és az élet; senki sem mehet az Atyához, hanemha én általam.
Eredeti hangneme Asz-dúr, de gyakran G-dúr átiratát közlik.